# 薩克森-阿爾滕堡的特蕾莎 (1823-1915)

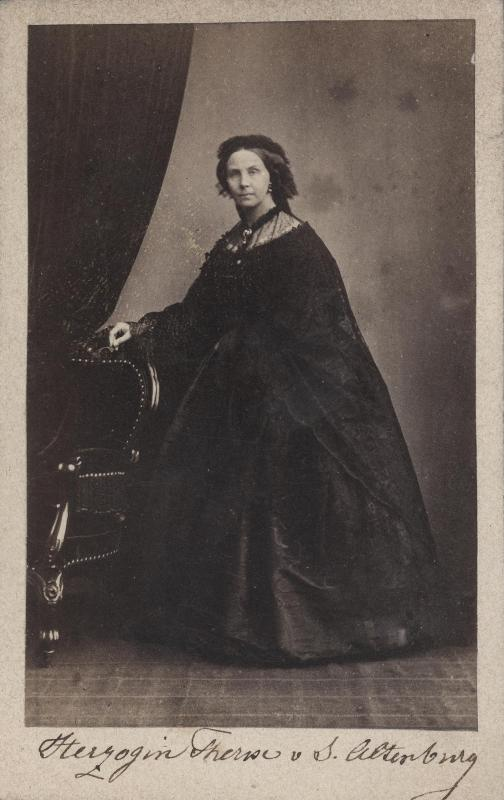

薩克森-阿爾滕堡的特蕾莎（德語：Therese von Sachsen-Altenburg，1823年10月9日—1915年4月3日），薩克森-阿爾滕堡公爵約瑟夫的女兒，母親是符騰堡的阿瑪莉埃。
特蕾莎終生未婚，1915年於阿爾滕堡去世，享年91歲。